# Lauertalbrücke
Die Lauertalbrücke ist eine 627 m lange Brücke der Bundesautobahn 71. Sie hat mit 87 m die größte Stützweite aller Spannbetonbalkenbrücken der AB 71 und ist die längste im bayerischen Streckenabschnitt.
Die Brücke liegt zwischen den Anschlussstellen Münnerstadt und Maßbach und überquert das Tal der Lauer bei Münnerstadt. Dabei werden in einer Höhe von maximal 45 m mit acht Feldern auch die Staatsstraße S 2282 zwischen Münnerstadt und Althausen sowie Feld- und Wirtschaftswege  überspannt.
Die Autobahn hat im Grundriss am Widerlager Nord beginnend auf eine Länge von 300 m einen Radius von 2250 m, gefolgt von einem Abschnitt mit einer Klothoide (A=1200). Gebaut wurde die Brücke mit zwei getrennten Überbauten zwischen den Jahren 2002 und 2004 bei Kosten von ungefähr 16 Millionen Euro.

## Gründung und Unterbauten
Die Widerlager und die Pfeiler von drei Achsen sind flach gegründet. Bei vier Achsen sind die Pfeiler auf Bohrpfählen mit einem Durchmesser von 0,88 m tiefgegründet. Der Vollquerschnitt der Pfeiler besteht aus einem Rechteck mit abgerundeten Stirnflächen bei Höhen zwischen 15 m und 40 m. Zur Aufnahme der Lager weiten sich die Pfeilerköpfe oben auf.

## Überbauten

Hohlkastenquerschnitt einer Spannbetonbrücke

Die beiden nebeneinanderliegenden Überbauten der Spannbetonbrücke weisen in Längsrichtung den Durchlaufträger als Bauwerkssystem auf. In Querrichtung ist ein Hohlkastenquerschnitt mit konstanter Konstruktionshöhe von 4,5 m in der Mittelachse vorhanden. Die Bodenplatte des Hohlkastens hat eine Breite von 6,0 m. Die Vorspannung besteht aus einer Mischbauweise mit internen und externen Spanngliedern.
Die Stützweiten betragen für die achtfeldrige Brücke 64,5 m + 80,0 m + 82,0 m + 84,5 m + 84,5 m + 87,0 m + 80,0 m + 64,5 m.

## Ausführung

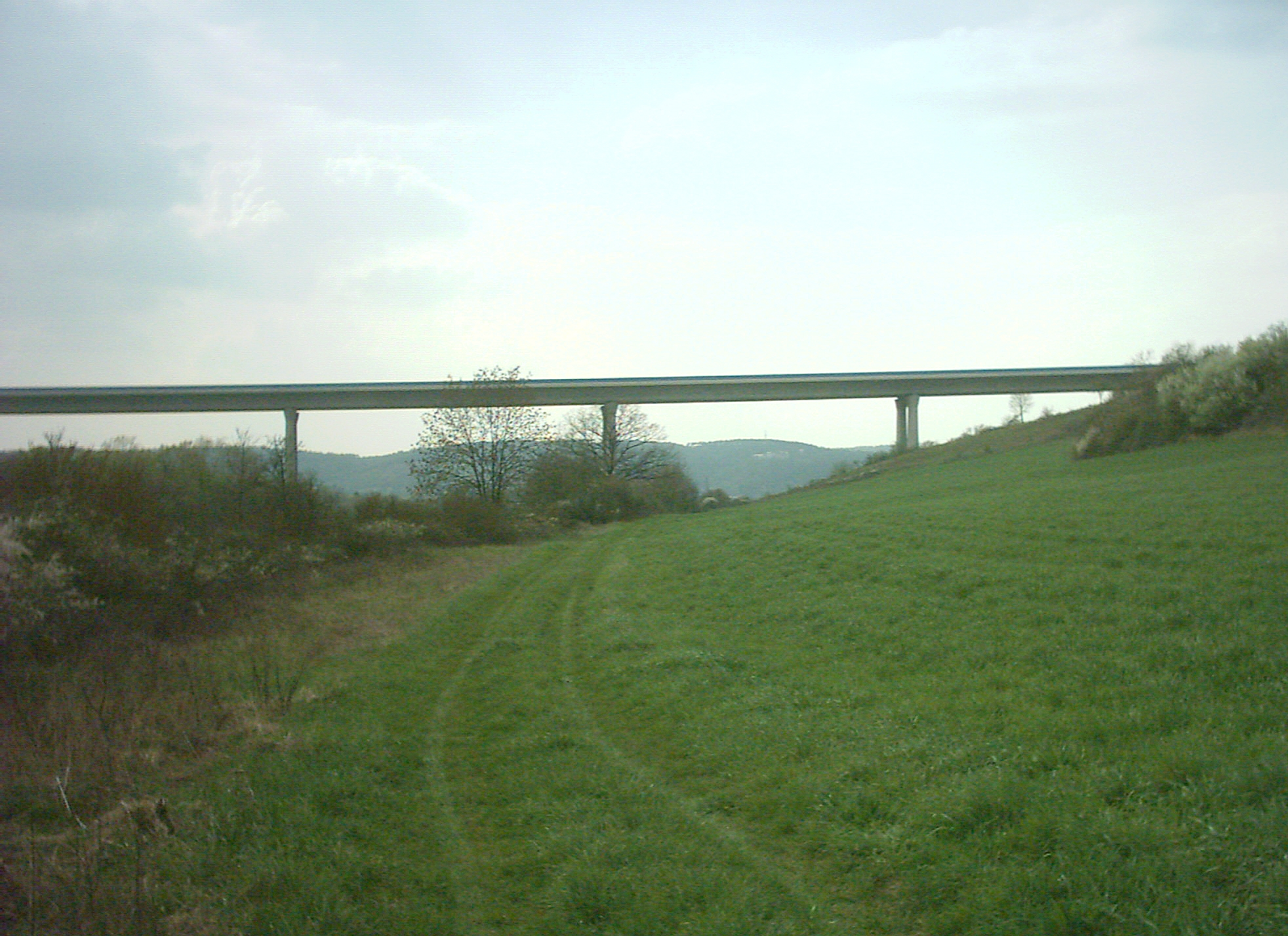
Lauertalbrücke

Die Brücke wurde im Taktschiebeverfahren mit 15 Takten bei einer maximalen Taktlänge von 44,7 m hergestellt. Aufgrund der großen Spannweiten wurden dabei in Feldmitte Hilfspfeiler notwendig. Dies waren schräg abgespannte Fachwerktürme aus Stahl, welche auf Pfählen gegründet wurden. Das letzte Brückenfeld mit einer Länge von 64,5 m musste aufgrund der Topographie ohne Hilfsstützen überschoben werden.